# Pseudamycus hasselti
Pseudamycus hasselti là một loài nhện trong họ Salticidae.
Loài này thuộc chi Pseudamycus. Pseudamycus hasselti được Marek Żabka miêu tả năm 1985.